# Aulus Manli Vulsó Capitolí
Aulus Manli Vulsó Capitolí (llatí: Aulus Manlius A. f. Cn. N. Vulso Capitolinus), va ser un magistrat romà. Probablement era fill de Gneu Manli Vulsó (cònsol 474 aC).
Va ser tres vegades tribú amb potestat consular, el 405 aC, el 402 aC i el 397 aC. L'any 394 aC va ser un dels ambaixadors enviats a Delfos per portar una ofrena a Apol·lo, una cratera d'or, que representava la desena part del botí conquerit pel saqueig de Veïs. En el viatge va ser capturat pels pirates de Lipari. Va ser alliberat per Timasiteu, magistrat en cap de l'illa, que va tractar a tots ela ambaixadors amb distinció quan va saber qui eren, i van poder prosseguir el seu viatge.